# Pádár (családnév)
A Pádár régi magyar családnév, illetve régi világi személynév. Családnévként lehet apanév, de utalhat származási helyre is: Balogpádár (Szlovákia, korábban Gömör vármegye), Padár (Zala vármegye).

## Híres Pádár nevű személyek
- Pádár Anita (1979) válogatott labdarúgó
- Pádár Bianka (1988) műkorcsolyázó
- Pádár Ildikó (1970) válogatott kézilabdázó
- Pádár László (1943–2020) labdarúgó-játékvezető